# Murdock (Nebraska)
Murdock es una villa ubicada en el condado de Cass en el estado estadounidense de Nebraska. En el censo de 2010 tenía una población de 236 habitantes y una densidad poblacional de 706,36 personas por km².

## Geografía
Murdock se encuentra ubicada en las coordenadas 40°55′34″N 96°16′51″O / 40.92611, -96.28083. Según la Oficina del Censo de los Estados Unidos, Murdock tiene una superficie total de 0.33 km², de la cual 0.33 km² corresponden a tierra firme y (0%) 0 km² es agua.

## Demografía
Según el censo de 2010, había 236 personas residiendo en Murdock. La densidad de población era de 706,36 hab./km². De los 236 habitantes, Murdock estaba compuesto por el 99.15% blancos, el 0% eran afroamericanos, el 0.85% eran amerindios, el 0% eran asiáticos, el 0% eran isleños del Pacífico, el 0% eran de otras razas y el 0% pertenecían a dos o más razas. Del total de la población el 1.27% eran hispanos o latinos de cualquier raza.